# Gąsiorowo (powiat legionowski)
Gąsiorowo – wieś sołecka w Polsce położona w województwie mazowieckim, w powiecie legionowskim, w gminie Serock. Położona na skraju Puszczy Białej nad Narwią. Okoliczne mokradła i Narew są siedliskiem licznej rzeszy ptaków wodnych. W lasach i na przyległych łąkach można spotkać sarny.
Mieszkańcy wyznania rzymskokatolickiego należą do parafii Narodzenia NMP w Popowie Kościelnym.
W latach 1975–1998 miejscowość należała administracyjnie do województwa warszawskiego.